# Iani Ciuciu
Iani Ciuciu (n. 1936 București - d. 19 august 2012 București), pe numele său real Petre Marinescu, a fost un țambalist virtuoz din România, fiul marelui țambalist Mitică Ciuciu.

## Biografie
Născut în anul 1936, încă de mic acesta începe să învețe să cânte la țambal de la tatăl său la fel ca și sora sa, Verginica Ciuciu. Cântă împreună cu tatăl său la nenumărate evenimente sau concerte, unde se face cunoscut din ce în ce mai mult.
Pe 4 februarie 1945, la doar 9 ani, apare în concertul de debut al Orchestrei „Doina Românească” a lui Petrică Moțoi, interpretând într-un trio de țambale alături de tatăl său și țambalistul Victor Manu, un celebru preludiu de Serghei Rahmaninov.
În 1960 devine țambalist al Orchestrei de muzică populară Radio, cântând sub bagheta unor mari dirijori precum Victor Predescu, Radu Voinescu, Marius Olmazu și mai ales Paraschiv Oprea.
În 1961, cu ocazia cununiei acordeonistului Costică Șerban, Iani Ciuciu îl cunoaște pe fratele său, Bebe Șerban de la Petrechioaia. Acesta este invitat să se alăture tarafului său, din care mai făceau parte: fratele Grigore Ciuciu (contrabas), Constantin Eftimiu (vioară și voce) și Costel Vasilescu (trompetă).
Cântă cu marii lăutari ai vremii, în diferite tarafuri, formându-și un repertoriu foarte variat, la fel ca tatăl său, Mitică Ciuciu, fiind un mare păstrător al pieselor vechi lăutărești.
Moare la data 19 august 2012, în vârstă de 76 de ani, bătrân și bolnav.

## Discografie
- EDC 925: „Comori ale muzicii lăutărești. Mitică și Iani Ciuciu - țambal” (CD Electrecord, 2009)